# Chronologie nahrávek skupiny Olympic 1963–1965
Článek Chronologie nahrávek skupiny Olympic 1963–1965 zpracovává dostupné informace o datu vzniku (známých) nahrávek Olympiku v období 1963–1965 a řadí je chronologicky. Nejde o 'diskografii' – nahrávky jednak nejsou řazeny podle data jejich vydání na nosičích a jednak zahrnuje také rozhlasové, filmové a TV nahrávky, z nichž některé donedávna ani na nosičích nevyšly.

## Sestavy skupiny Olympic v tomto období a související události
Olympic vykrystalizoval v průběhu let 1962–1963 z členů kapel Karkulka, EP Hi-Fi, Big Beat Quintet, Paralax, FAPSorchestra a Crazy Boys.
Koncem roku 1962 přijali sólový kytarista a zpěvák Petr Kaplan, pianista Miroslav Berka a kytarista Ladislav Štaidl ze skupiny EP Hi-Fi nabídku saxofonisty Miloslava Růžka a bubeníka Michala Brumlíka a spolu s dalšími hudebníky přešli do Karkulky (zkratka Karlínského kulturního kabaretu), pro kterou její vedoucí Miloslav Šimek s Tomášem Pačesem napsali pásmo Nádraží Twist nad Vltavou. Pásmo, které hrálo se v karlínském sále U Zábranských, mělo premiéru 12. 12. 1962 a úkolem kapely, která se pojmenovala také Karkulka, bylo hrát v něm rock 'n' rollové a twistové skladby.
V únoru 1963 se Karkulka přestěhovala do klubu Olympik ve Spálené ulici. Sestava kapely byla poměrně variabilní; jádro tvořili lídři – zpěvák a kytarista Petr Kaplan a saxofonista Miloslav Růžek, řada z hudebníků však hrála ve více kapelách, takže se stávalo, že na baskytaru někdy hrál místo Ivana Pešla Pavel Chrastina (Big Beat Quintet), na piano byli k dispozici vedle Miroslava Vlčka také Miroslav Berka nebo Jaromír Klempíř a na bicí občas střídal Michala Brumlíka Jan Antonín Pacák (Big Beat Quintet). Sestavu doplňovali doprovodný kytarista Ladislav Štaidl a zpěváci Bohumil Vaněk a Milada Pospíšilová.
Na jaře 1963 došlo k přejmenování skupiny Karkulka na Olympic (podle klubu Olympik, kde vystupovali).
V červnu 1963 skupina účinkovala v sestavě Petr Kaplan (kytara, zpěv), Miloslav Růžek (saxofon), Miroslav Berka (piáno), Miroslav Vlček (piáno), Michal Brumlík (bicí), Ivan Pešl (baskytara) při natáčení televizního filmu Lichá středa (jde pravděpodobně o první dochovaný obrazový záznam kapely a zachycuje dobovou náladu a prostředí klubu Olympik). Ve filmu zazněly tři skladby, Petr Kaplan zpívá svou skladbu Dancing Everybody, Věra Křesadlová zpívá Růžkovu melodii s Kaplanovým textem Jumping All (hlas však pravděpodobně patří Věře Krupařové) a nakonec se tančí na Růžkovu saxofonovou improvizaci. Píseň Jumping All později nazpívala v pomalejší verzi a s českým textem Jiřího Štaidla Nebuďte kůzlata Vlasta Kahovcová.
V létě 1963 baskytarista Pavel Chrastina přešel z Big Beat Quintetu do Olympiku a vzápětí ho následoval i bubeník František Čech.
Koncem srpna 1963 nastoupil Petr Kaplan na vojnu, čímž Olympic přišel o zpěváka, kytaristu i elektrotechnika. Kapela přijala postupně čtyři nové členy: zpěváky Pavla Bobka (FAPSorchestra) a Mikiho Volka (Crazy Boys), doprovodného kytaristu Jiřího Laurenta (Paralax a FAPSorchestra) a zvukaře Vladimíra Mikšovského.
V září 1963 nahradil sólový kytarista Petr Janda (Big Beat Quintet) odcházejícího Ladislava Štaidla. Kapelu tehdy tvořilo osm členů: Pavel Bobek (zpěv), Miki Volek (zpěv), Petr Janda (sólová kytara, doprovodný zpěv), Pavel Chrastina (baskytara), Miroslav Berka (klavír), František Čech (bicí), Miloslav Růžek (saxofon) a Jiří Laurent (doprovodná kytara).
V listopadu 1963 se pod vedením Karla Mareše uskutečnila premiéra semaforského pásma Ondráš podotýká (komponovaný pořad scenáristy a textaře Jiřího Štaidla a skladatele a režiséra Karla Mareše – pásmo obsahovalo asi třicet zpívaných písniček a několik instrumentálek) a rock 'n' rollové písničky interpretované Olympikem v něm hrály významnou roli. Tehdejší sestava Olympiku: Petr Janda (sólová kytara), Pavel Chrastina (baskytara), Miloslav Růžek (saxofon), Miroslav Berka (klavír, foukací harmonika), František Čech (bicí), Jiří Laurent (doprovodná kytara), Jaromír Klempíř (jonika) a zpěváci Pavel Bobek, Miki Volek, Yvonne Přenosilová, Pavel Šváb (FAPSorchestra) a Michaela Prunnerová. Jako hosté zpívali také Josef Laufer, Věra Křesadlová a Naďa Urbánková.
Na jaře 1964 nahrála skupina v sestavě Petr Janda, Pavel Chrastina, Miloslav Růžek, Miloslav Berka, František Čech, Jiří Laurent a Jaromír Klempíř se zpěváky Karlem Gottem, Yvonne Přenosilovou, Pavlem Bobkem, Pavlem Švábem, Pavlem Sedláčkem a Evou Pilarovou své první čtyři singly v edici Big Beat (Mladý svět – Supraphon).
V kinech se v tom roce také promítá krátký 9minutový černobílý film Horečka režiséra Ivana Soeldnera, v němž Olympic doprovází Pavla Bobka (Oh, Boy! – jiná verze než na desce), Josefa Laufera (Fever), Yvonnu Přenosilovou (That’s All You Gotta Do) a Mikiho Volka (Hey Babe Ri Ba!).  
V říjnu 1964 nahrál Olympic v NDR šest instrumentálek pro východoněmecké vydavatelství Amiga. Jako bubeník zaskakoval Jan Antonín Pacák.
V průběhu podzimu 1964 se natáčí v koprodukci s NDR film režiséra Jindřicha Poláka Strašná žena s písničkami Karla Mareše a Vratislava Blažka, kde Olympic hraje barovou kapelu (s Pacákem u bicích). 
Koncem roku 1964 odešel Karel Mareš, jako nový vedoucí byl zvolen Petr Janda. Kapela se začala odklánět od rock 'n' rollu, vkročila do beatového písničkového žánru a připravovala se na profesionální dráhu. Postupně se rozešla se všemi zpěváky (nějakou dobu ještě zůstali Bobek, Přenosilová a Volek). S Olympikem se rozloučil i saxofonista Miloslav Růžek a jeden ze dvou pianistů Jaromír Klempíř.
Na jaře 1965 odešel doprovodný kytarista Jiří Laurent (poslední nahrávka, které se účastnil, byl Trezor s Karlem Gottem) a místo něj přišel Ladislav Klein (Crossfire, Juventus).
V létě 1965 měl Olympic už jen pět členů: Petr Janda (kytara, zpěv), Pavel Chrastina (baskytara, zpěv), František Čech (bicí), Miroslav Berka (klávesy) a Ladislav Klein (doprovodná kytara, zpěv). Zpěvák Miki Volek vystupoval už jen jako host. Olympic se úspěšně prezentoval autorskou písní Dej mi víc své lásky, která zahájila novou éru Olympicu.
V prosinci 1965 vystřídal Jan Antonín Pacák ve skupině natrvalo bubeníka Františka Čecha, který odjel s Černým divadlem na rok do Ameriky.
Do kin byl uveden film Strašná žena Jindřicha Poláka a Vratislava Blažka, ve kterém účinkuje také Olympic (jako barová kapela).

## Olympic 1963–1965
| Skladba | Autoři | Délka  | Poznámka k obsazení                                                                                          | Datum vzniku nebo dokončení nahrávky                                                 | První vydání na SP/EP/LP, v rozhlase/TV | Digitální vydání (CD aj.) |
| --- | --- | ------ | --- | ------------------------------------------------------------------------------------ | --- | --- |
| Pásmo Ondráš podotýká | (různí) |        | | Premiéra pořadu: 11. 11. 1963, divadlo Semafor                                       | | • Olympic – Ondráš podotýká (Bonton, 1997) |
| K CD Ondráš podotýká: Záznam vydaný na CD jsou živé nahrávky z jara 1964 (skladby 1–25 pravděpodobně z 31. 5. 1964), ale v chronologii je zde (kvůli konzistenci tabulky) uveden jako celek k datu premiéry. Skladby: 1. Ouverture, 2. Nivram, 3. Měsíc a reklamy, 4. Nebuďte kůzlata, 5. Oh Boy!, 6. No One, 7. Píseň o tichu, 8. Little Baby, 9. I'm Sorry, 10. Exodus, 11. Fever, 12. Sonáta C dur, 13. Dešťová kapka, 14. Sealed With A Kiss, 15. Battle Of New Orleans, 16. Time To Cry, 17. Whole Lotta Shakin' Goin' On, 18. I'll Never Let You Go, 19. Espado, 20. King Of Clowns, 21. Orange Blossom Special, 22. Fůra chyb, 23. So Long Baby, 24. Rip It Up, 25. Think It Over. Bonusy: 26. Hit the Road Jack, 27. Zloděj dobytka, 28. Yakety Sax, 29. Oh Boy!, 30. Tallahassie Lassie. Hudebníci: Petr Janda – sólová kytara, Miroslav Berka – piano, Pavel Chrastina – baskytara, František Čech – bicí, Jiří Laurent – doprovodná kytara, Miloslav Rúžek – saxofon, Jaromír Klempíř – jonika, Zdeněk Hertl nebo Stanislav Navrátil nebo Josef Smeták – kontrabas. Zpěváci: Pavel Bobek, Yvonne Přenosilová, Věra Křesadlová, Josef Laufer, Naďa Urbánková, Miki Volek, Pavel Šváb. Poznámka: Bonusy pocházejí z vystoupení v pražském "Bruselském pavilónu" (v den tohoto vystoupení byl Pavel Bobek nemocný a celý jeho repertoár ten večer zpíval Pavel Šváb, proto je pro srovnání v bonusech zařazeno také Oh boy! s Pavlem Švábem). | |        | |                                                                                      | | |
| "Tallahassee Lassie" | Frank C. Slay Jr. – Bob Crewe – Frederick A. Picariello                                                              | 2:16   | Zpěv: Pavel Sedláček                                                                                         | 21. 12. 1963, Čs. rozhlas                                                            | | • Olympic 50 – Hity, singly, rarity (Supraphon, 2012) |
| "Adresát neznámý" (From Me To You) | Lennon–McCartney, český text: Jiří Štaidl                                                                            | 1:48   | Zpěv: Karel Gott. Doprovází TOČR, řídí Josef Vobruba. Olympic zde není uveden!                               | 26. 2. 1964 (nebo 27. 4. 1964 – údaj uvedený v , viz také), Studio A Čs. rozhlasu    | • SP Supraphon 0 13 165 (1964) | • Singly I (Bonton, 1996) • Singly (1964–65) Hvězda na vrbě… (Supraphon, 2011) |
| "Roň slzy" (verze s Y. Přenosilovou) | Ronnie Self – Dub Allbritten / Jiří Štaidl                                                                           | 2:35   | Zpěv: Yvonne Přenosilová a sbor Lubomíra Pánka. Doprovází TOČR, řídí Josef Vobruba. Olympic zde není uveden! | 27. 2. 1964 (nebo 27. 4. 1964 – údaj uvedený v , viz také), Čs. rozhlas              | • B-strana SP Adresát neznámý (Supraphon 0 13 165 (1964)) | • Singly I (Bonton, 1996) • Singly (1964–65) Hvězda na vrbě… (Supraphon, 2011) |
| "Sealed With A Kiss" | Gary Geld / Peter David Udell                                                                                        | 2:41   | Zpěv: Pavel Bobek, Pavel Šváb                                                                                | 23. 3. 1964, Studio Strahov                                                          | • SP Supraphon 0 13 168 (1964), Artia SUN 43163 (1965), • EP Artia SUK 33586 – split EP se skupinou Mefisto (1964 n. 1965) • (?) EP Supraphon–Artia 033 022 – split EP se Skupinou Karla Duby (1964)?                                | • Singly I (Bonton, 1996) • Singly (1964–65) Hvězda na vrbě… (Supraphon, 2011) |
| "Sweet Little Sixteen" | Chuck Berry | 2:49   | Zpěv: Pavel Bobek                                                                                            | 23. 3. 1964, Studio Strahov                                                          | • B-strana SP Sealed With A Kiss (Supraphon 0 13 168 (1964)), Artia SUN 43163 (1965)), • EP Artia SUK 33586 – split EP se skupinou Mefisto (1964 n. 1965) • (?) EP Supraphon–Artia 033 022 – split EP se Skupinou Karla Duby (1964)? | • Singly I (Bonton, 1996) • Singly (1964–65) Hvězda na vrbě… (Supraphon, 2011) |
| "That's All You Gotta Do" | Jerry Reed Hubbard                                                                                                   | 2:10   | Zpěv: Yvonne Přenosilová                                                                                     | 23. 3. 1964, Studio Strahov                                                          | • SP Supraphon 0 13 170 (1964), • EP The Olympics Big Beat Band (Supraphon 0231, Artia SUK 33579 (1964)) | • Singly I (Bonton, 1996) • Singly (1964–65) Hvězda na vrbě… (Supraphon, 2011) |
| "Orange Blossom Special" (instrumentálka) | Ervin Thomas Rouse                                                                                                   | 1:55   | Kytara: Petr Janda                                                                                           | 23. 3. 1964 (nebo 23. 4. 1964 – údaj uvedený v ), Studio Strahov                     | • B-strana SP That's All You Gotta Do (Supraphon 0 13 170 (1964)), • EP The Olympics Big Beat Band (Supraphon 0231, Artia SUK 33579 (1964))                                                                                          | • Singly I (Bonton, 1996) • Singly (1964–65) Hvězda na vrbě… (Supraphon, 2011) |
| "Oh Boy!" | Sonny West – Bill Tilghman – Norman Petty (Pozn.: Na SP i EP je jako autor uveden chybně Dave Bartolomew)            | 1:40   | Zpěv: Pavel Bobek                                                                                            | 23. 4. 1964, Studio Strahov                                                          | • SP Supraphon 0 13 166 (1964), Artia SUN 43161 (1964), • EP The Olympics Big Beat Band (Supraphon 0231, Artia SUK 33579 (1964)) | • Singly I (Bonton, 1996) • Singly (1964–65) Hvězda na vrbě… (Supraphon, 2011) • Olympic / Miroslav Berka - Mínus a plus (Oldřich Zámostný 2017)                                                |
| "Espado" | Karel Mareš / Jiří Štaidl                                                                                            | 2:16   | Zpěv: Eva Pilarová                                                                                           | 27. 4. 1964, Čs. rozhlas                                                             | • B-strana SP Co z toho mám (Karel Gott a Waldemar Matuška, TOČR) – Olympic na straně A nehraje (Supraphon 0 13 533 (1964)). | • Singly I (Bonton, 1996) • Singly (1964–65) Hvězda na vrbě… (Supraphon, 2011) |
| "I'm Sorry" (angl. verze s H. Vondráčkovou) | Ronnie Self – Dub Allbritten                                                                                         | 2:34   | Zpěv: Helena Vondráčková a sbor Lubomíra Pánka. Doprovází TOČR, řídí Josef Vobruba. Olympic zde není uveden! | 7. 5. 1964, Studio Strahov (Lucerna (?) – údaj uvedený v )                           | • B-strana SP Hello Dolly (Milan Chladil, Orch. Karla Vlacha) – Olympic na straně A nehraje (Artia SUN 43146 (1964 n. 1965)). • (Supraphon–Artia 033002 (?) – údaj uvedený v )).                                                     | • Helena Vondráčková – Podívej, kvete růže (1964–1967) (Bonton 1996), nyní pouze digitálně na Podívej, kvete růže (Supraphon, o 1 písničku méně, než na CD Bonton)                              |
| "Hey Paula" | Ray Hildebrand | 2:34   | Zpěv: Eva Pilarová a Pavel Sedláček                                                                          | 8. 5. 1964 (nebo 9. 5. 1964 – údaj uvedený v ), Čs. rozhlas                          | • B-strana SP Oh Boy! (Supraphon 0 13 166 (1964), Artia SUN 43161 (1964)), • EP The Olympics Big Beat Band (Supraphon 0231, Artia SUK 33579 (1964))                                                                                  | • Singly I (Bonton, 1996) • Singly (1964–65) Hvězda na vrbě… (Supraphon, 2011) |
| "Roň slzy" (verze s H. Vondráčkovou) | Ronnie Self – Dub Allbritten / Jiří Štaidl                                                                           | 2:29   | Zpěv: Helena Vondráčková a sbor Lubomíra Pánka. Doprovází TOČR, řídí Josef Vobruba. Olympic zde není uveden! | 27. 7. 1964 (nebo 26. 5. 1964 – údaj uvedený v ), Studio A Čs. rozhlasu.             | • 3. album Supraphonu (směs úryvků písní) (2LP Mono DM 10158 – DM 10159) (1LP stereo 90001) (1964) | • Helena Vondráčková – Ten, koho ráda mám (1964–1966) (Bonton, 1996), nyní pouze digitálně na Mám ráda cestu lesní (Supraphon, o 2 písničky méně, než na CD Bonton)                             |
| "Být či nebýt" | William Bukový / Jan Schneider                                                                                       | 1:43   | Zpěv: Miki Volek                                                                                             | 1964, Čs. rozhlas                                                                    | | • Olympic 50 – Hity, singly, rarity (Supraphon, 2012) |
| "Oslí serenáda" | Rudolf Friml | 1:28   | | 1964                                                                                 | | • Olympic 50 – Hity, singly, rarity (Supraphon, 2012) |
| "My Prayer" | Georges Boulanger / Jimmy Kennedy                                                                                    | 2:10   | Zpěv: Karel Gott                                                                                             | 1964                                                                                 | | • Olympic 50 – Hity, singly, rarity (Supraphon, 2012) |
| "Be-Bob-A-Lula" | Tex Davis – Gene Vincent                                                                                             | 1:48   | Zpěv: Karel Gott                                                                                             | 1964                                                                                 | Pravděpodobně rozhlasová nahrávka (na singl tuto skladbu Karel Gott nazpíval až o rok později se Skupinou Karla Duby). | • Olympic 50 – Hity, singly, rarity (Supraphon, 2012) |
| "Come On Everybody" (live) | Jerry N. Capehart – Eddie Cochran                                                                                    | 2:18   | Zpěv: Pavel Bobek. Bicí: J. A. Pacák (záskok za F. Čecha).                                                   | 24. 9. 1964, Koncert – Pasienky, Bratislava                                          | | • Pavel Bobek – Když na ta léta vzpomínám (Universal Music, 2010) • Olympic 50 – Hity, singly, rarity (Supraphon, 2012)                                                                         |
| "This Little Girl Of Mine" (live) | Ray Charles | 2:39   | Zpěv: Miki Volek. Bicí: J. A. Pacák (záskok za F. Čecha).                                                    | 24. 9. 1964, Koncert – Pasienky, Bratislava                                          | | • Olympic 50 – Hity, singly, rarity (Supraphon, 2012) |
| "Kansas City" (live) | Jerry Leiber – Mike Stoller                                                                                          | (2:11) | Zpěv: Yvonne Přenosilová. Bicí: J. A. Pacák (záskok za F. Čecha).                                            | 24. 9. 1964, Koncert – Pasienky, Bratislava                                          | Dosud nevyšlo. | |
| "Olympic-Rock" (instrumentálka) | Miloslav Růžek | 1:38   | Saxofon: Miloslav Růžek. Bicí: J. A. Pacák (záskok za F. Čecha).                                             | Říjen 1964, Amiga (Berlín). (Pozn.: verze z roku 1965 (Supraphon) je jiná nahrávka!) | • SP Amiga 4 50 462 (1964) | • Singly I (Bonton, 1996) |
| "Hully-Gully" (instrumentálka) | Miloslav Růžek | 2:01   | Saxofon: Miloslav Růžek. Bicí: J. A. Pacák (záskok za F. Čecha).                                             | Říjen 1964, Amiga (Berlín)                                                           | • B-strana SP Olympic Rock (Amiga 4 50 462 (1964)) | • Singly I (Bonton, 1996) |
| "Bingo" (instrumentálka) | Petr Janda | 2:14   | Bicí: J. A. Pacák (záskok za F. Čecha).                                                                      | Říjen 1964, Amiga (Berlín)                                                           | • SP Amiga 4 50 476 (1964) | • Singly I (Bonton, 1996) |
| "Pickwick-Tee" (instrumentálka) | Petr Janda | 1:45   | Kytara: Petr Janda. Bicí: J. A. Pacák (záskok za F. Čecha).                                                  | Říjen 1964, Amiga (Berlín). (Pozn.: verze z roku 1965 (Supraphon) je jiná nahrávka!) | • B-strana SP Bingo (Amiga 4 50 476 (1964)) | • Singly I (Bonton, 1996) (zde uvedeno chybně jako "Pickwick Tea") |
| "Exodus" (instrumentálka) | Ernest Gold (Pozn.: Na LP je jako autor uveden chybně Tiomkin)                                                       | 2:26   | Bicí: J. A. Pacák (záskok za F. Čecha).                                                                      | Říjen 1964, Amiga (Berlín)                                                           | • LP Big Beat II (Amiga 850 049 (1965)), skl. A/4 | • Singly I (Bonton, 1996) |
| "Yakety Sax" (instrumentálka) | Boots Randolph | 1:48   | Bicí: J. A. Pacák (záskok za F. Čecha).                                                                      | Říjen 1964, Amiga (Berlín)                                                           | • LP Big Beat II (Amiga 850 049 (1965)), skl. B/1 | • Singly I (Bonton, 1996) |
| Kankánová instrumentálka | |        | Bicí: J. A. Pacák (?).                                                                                       | 1964 (?)                                                                             | Z filmu Strašná žena | |
| "Venuše" | Karel Mareš / Vratislav Blažek                                                                                       |        | Zpěv: Eva Pilarová. Bicí: J. A. Pacák (?).                                                                   | 1964 (?)                                                                             | Z filmu Strašná žena | |
| "Fellini" | Karel Mareš / Vratislav Blažek                                                                                       |        | Zpěv: Karel Štědrý. Bicí: J. A. Pacák (?).                                                                   | 1964 (?)                                                                             | Z filmu Strašná žena | |
| "Irský tanec / Šejkspír" | Karel Mareš / Vratislav Blažek                                                                                       |        | Zpěv: Karel Štědrý a soubor Jiřího Linhy. Bicí: J. A. Pacák (?).                                             | 1964 (?)                                                                             | Z filmu Strašná žena | |
| "Skinny Minnie" (Skinny – Minny) | Bill Haley – Rusty Keefer – Milt Gabler – Catherine Cafra                                                            | 2:52   | Zpěv: Miki Volek                                                                                             | 1965, Studio A Karlín                                                                | | • Singly I (Bonton, 1996) • Singly (1964–65) Hvězda na vrbě… (Supraphon, 2011) |
| "Sack O' Woe" (Sac O' Woe) | Julian Adderley | 1:43   | Saxofon: Miloslav Růžek                                                                                      | 1965, Studio A Karlín                                                                | | • Singly I (Bonton, 1996) • Singly (1964–65) Hvězda na vrbě… (Supraphon, 2011) |
| "Roll Over Beethoven" | Chuck Berry | 3:18   | Zpěv: Miki Volek                                                                                             | 8. 2. 1965, Studio Kobylisy                                                          | | • Miki Volek – Pop Galerie (Supraphon, 2008) • Olympic 50 – Hity, singly, rarity (Supraphon, 2012)                                                                                              |
| "Memphis, Tennessee" | Chuck Berry | 2:36   | Zpěv: Pavel Bobek                                                                                            | 8. 2. 1965, Studio Kobylisy                                                          | • SP Supraphon 0 13 817 (1965), • EP New Big Beat Selections, The Olympics (Artia SUK 33614 (1965)) | • Singly I (Bonton, 1996) • Singly (1964–65) Hvězda na vrbě… (Supraphon, 2011) |
| "Rave On" | Sonny West – Bill Tilghman – Norman Petty                                                                            | 1:53   | Zpěv: Pavel Bobek                                                                                            | 16. 2. 1965, Studio Kobylisy                                                         | • B-strana SP Memphis, Tennessee (Supraphon 0 13 817 (1965)), • EP New Big Beat Selections, The Olympics (Artia SUK 33614 (1965)) | • Singly I (Bonton, 1996) • Singly (1964–65) Hvězda na vrbě… (Supraphon, 2011) |
| "Čaj pana Pickwicka" (na vydání pro Artii jako "Pickwick Tea") (instrumentálka) | Petr Janda | 1:57   | Kytara: Petr Janda                                                                                           | 16. 2. 1965, Studio Kobylisy. (Pozn.: verze z roku 1964 (Amiga) je jiná nahrávka!)   | • SP Supraphon 0 13 816 (1965), Artia SUN 43 154 (Pickwick Tea / Olympic Rock) (1965), • EP New Big Beat Selections, The Olympics (Artia SUK 33614 (1965)) , • Film "Flám".                                                          | • Singly I (Bonton, 1996) • Singly (1964–65) Hvězda na vrbě… (Supraphon, 2011) |
| "Olympic rock" (na vydání pro Artii jako "Olympic Rock") (instrumentálka) | Miloslav Růžek | 1:32   | Saxofon: Miloslav Růžek                                                                                      | 16. 2. 1965, Studio Kobylisy. (Pozn.: verze z roku 1964 (Amiga) je jiná nahrávka!)   | • B-strana SP Čaj pana Pickwicka (SP Supraphon 0 13 816 (1965), Artia SUN 43 154 (1965)), • EP New Big Beat Selections, The Olympics (Artia SUK 33614 (1965))                                                                        | • Singly I (Bonton, 1996) • Singly (1964–65) Hvězda na vrbě… (Supraphon, 2011) |
| "Hvězda na vrbě" | Karel Mareš / Jiří Štaidl                                                                                            | 2:41   | Zpěv: Pavel Šváb, Bohumír Starka                                                                             | Duben 1965, Studio Kobylisy                                                          | • B-strana SP Kousek za městem (Eva Pilarová a Karel Gott, Skupina Karla Gotta) – Olympic na straně A nehraje (Supraphon 0 13 825 (1965)).                                                                                           | • Singly I (Bonton, 1996) • Singly (1964–65) Hvězda na vrbě… (Supraphon, 2011) • Olympic 50 – Hity, singly, rarity (Supraphon, 2012)                                                            |
| "Podzimní nálada" (Pozn.: Viz též angl. verzi: Autumn Mood) | Karel Mareš / Karel Hampl                                                                                            | 2:28   | Zpěv: Yvonne Přenosilová                                                                                     | Duben 1965, Studio Kobylisy                                                          | • SP Supraphon 0 13 834 (1965) | • Singly I (Bonton, 1996) • Singly (1964–65) Hvězda na vrbě… (Supraphon, 2011) |
| "Měsíc" | Karel Mareš / Eva Jarošová                                                                                           | 2:42   | Zpěv: Yvonne Přenosilová                                                                                     | Duben 1965, Studio Kobylisy                                                          | • B-strana SP Podzimní nálada (Supraphon 0 13 834 (1965)) | • Singly I (Bonton, 1996) • Singly (1964–65) Hvězda na vrbě… (Supraphon, 2011) |
| "Autumn Mood" (anglická verze skladby Podzimní nálada) | Karel Mareš / Jiří (George) Theiner (Pozn.: Na etiketě SP je příjmení chybně uvedeno jako Theimer)                   | 2:28   | Zpěv: Yvonne Přenosilová                                                                                     | Duben 1965, Studio Kobylisy                                                          | • B-strana SP My Boy Lollipop (na etiketě chybně uvedeno My Bob Lollipop) (Yvonne Přenosilová a Skupina Karla Duby) – Olympic na straně A nehraje (Supraphon 0 13 831, Artia SUN 43169 (1965)).                                      | • Olympic 50 – Hity, singly, rarity (Supraphon, 2012) |
| "Fůra chyb" | Karel Mareš / Jiří Štaidl                                                                                            | 2:37   | Zpěv: Miki Volek a Sbor Jiřího Linhy                                                                         | Duben 1965, Studio Kobylisy                                                          | • SP Supraphon 0 13 829 (1965) | • Singly I (Bonton, 1996) • Singly (1964–65) Hvězda na vrbě… (Supraphon, 2011) |
| "Lyrická ze středních Čech" (Pozn.: Viz též angl. verzi: Never Mind) | Karel Mareš / Eduard Krečmar                                                                                         | 2:36   | Zpěv: Yvonne Přenosilová                                                                                     | 27. 4. 1965, Studio Kobylisy                                                         | • B-strana SP Fůra chyb (Supraphon 0 13 829 (1965)) | • Singly I (Bonton, 1996) • Singly (1964–65) Hvězda na vrbě… (Supraphon, 2011) |
| "Never Mind" (anglická verze skladby Lyrická ze středních Čech) | Karel Mareš / Jiří (George) Theiner (Pozn.: Na etiketě SP je příjmení chybně uvedeno jako Theimer)                   | 2:36   | Zpěv: Yvonne Přenosilová                                                                                     | 27. 4. 1965, Studio Kobylisy                                                         | • SP Supraphon (Artia) 0 13 671 (1965 n. 1966), Artia SUN 43222 (1966) | • Singly I (Bonton, 1996) • Singly (1964–65) Hvězda na vrbě… (Supraphon, 2011) |
| "Trezor" | Ladislav Štaidl – Karel Gott / Rostislav Černý                                                                       | 1:54   | Zpěv: Karel Gott                                                                                             | 27. 4. 1965, Studio Kobylisy                                                         | • SP Supraphon 0 13 828 (1965). Na B-straně je skladba Bílá místa (Jaromír Mayer a Skupina Karla Duby) – Olympic na straně B nehraje.                                                                                                | • Singly I (Bonton, 1996) • Singly (1964–65) Hvězda na vrbě … (Supraphon, 2011) • Olympic 50 – Hity, singly, rarity (Supraphon, 2012)                                                           |
| "Nebuďte kůzlata" | Miloslav Růžek / Jiří Štaidl                                                                                         | 2:30   | Zpěv: Vlasta Kahovcová                                                                                       | 4. 9. 1965, Studio Kobylisy                                                          | • SP Supraphon 0 13 847 (1965) | • Singly I (Bonton, 1996) • Singly (1964–65) Hvězda na vrbě… (Supraphon, 2011) |
| "Mary (I Must Play)" | Petr Janda / František Čech (Pozn.: Nahrávka je v angličtině, s textem Johna Muchy, ale ten není ne etiketě uveden). | 2:15   | | 4. 9. 1965, Studio Kobylisy. (Pozn.: verze z roku 1966 je jiná nahrávka!)            | • B-strana SP Nebuďte kůzlata (Supraphon 0 13 847 (1965)) | • Bonus na CD Želva (Zlatá edice, Supraphon 2004). Pozn.: Další verze je z roku 1966. |
| "She's A Woman" | Lennon–McCartney | 2:58   | | 1965, Čs. rozhlas                                                                    | | • Olympic 50 – Hity, singly, rarity (Supraphon, 2012) |
| "Nebezpečná postava" (v anotaci k filmu Flám jako "Krásné dívky hloupé jsou") | Petr Janda / František Čech                                                                                          | 2:00   | | 1965, Čs. rozhlas                                                                    | • Film "Flám". Jiná verze než na LP Želva. | • Singly II (Bonton, 1996) • Singly (1965–68) Dej mi víc své lásky… (Supraphon, 2007) |
| "Nikdo neotvírá" | Petr Janda / Pavel Chrastina – František Čech                                                                        | 2:14   | | 1965, Čs. rozhlas                                                                    | Jiná verze než na LP Želva. | • Singly II (Bonton, 1996) • Singly (1965–68) Dej mi víc své lásky… (Supraphon, 2007) |
| "Dej mi víc své lásky" (skladba byla později nazpívána pro Artii i v němčině) | Petr Janda / Pavel Chrastina                                                                                         | 2:50   | Jedna z posledních nahrávek Olympiku, na které bubnuje František Ringo Čech (odjel do USA 12.12.1965).       | 1. 11. 1965, Čs. rozhlas                                                             | • SP Supraphon 0 13 857 (1965). Na B-straně je skladba Chci psát na kolenou (Josef Zíma a Skupina Karla Duby) – Olympic na straně B nehraje.                                                                                         | • Singly II (Bonton, 1996) • Singly (1965–68) Dej mi víc své lásky… (Supraphon, 2007) • Bonus na CD Želva (Zlatá edice, Supraphon 2004) • Olympic 50 – Hity, singly, rarity (Supraphon, 2012) . |